# Plotnikovina
Plotnikovina es un género de foraminífero bentónico de la subfamilia Siphoniferoidinae, de la familia Pseudogaudryinidae, de la superfamilia Textularioidea, del suborden Textulariina y del orden Textulariida. Su especie tipo es Gaudryina (Siphogaudryina) compressa. Su rango cronoestratigráfico abarca el Holoceno.

## Clasificación
Plotnikovina incluye a las siguientes especies:
- Plotnikovina compressa
- Plotnikovina timorea
- Plotnikovina transversaria